# Gesundheits- und Krankenpfleger

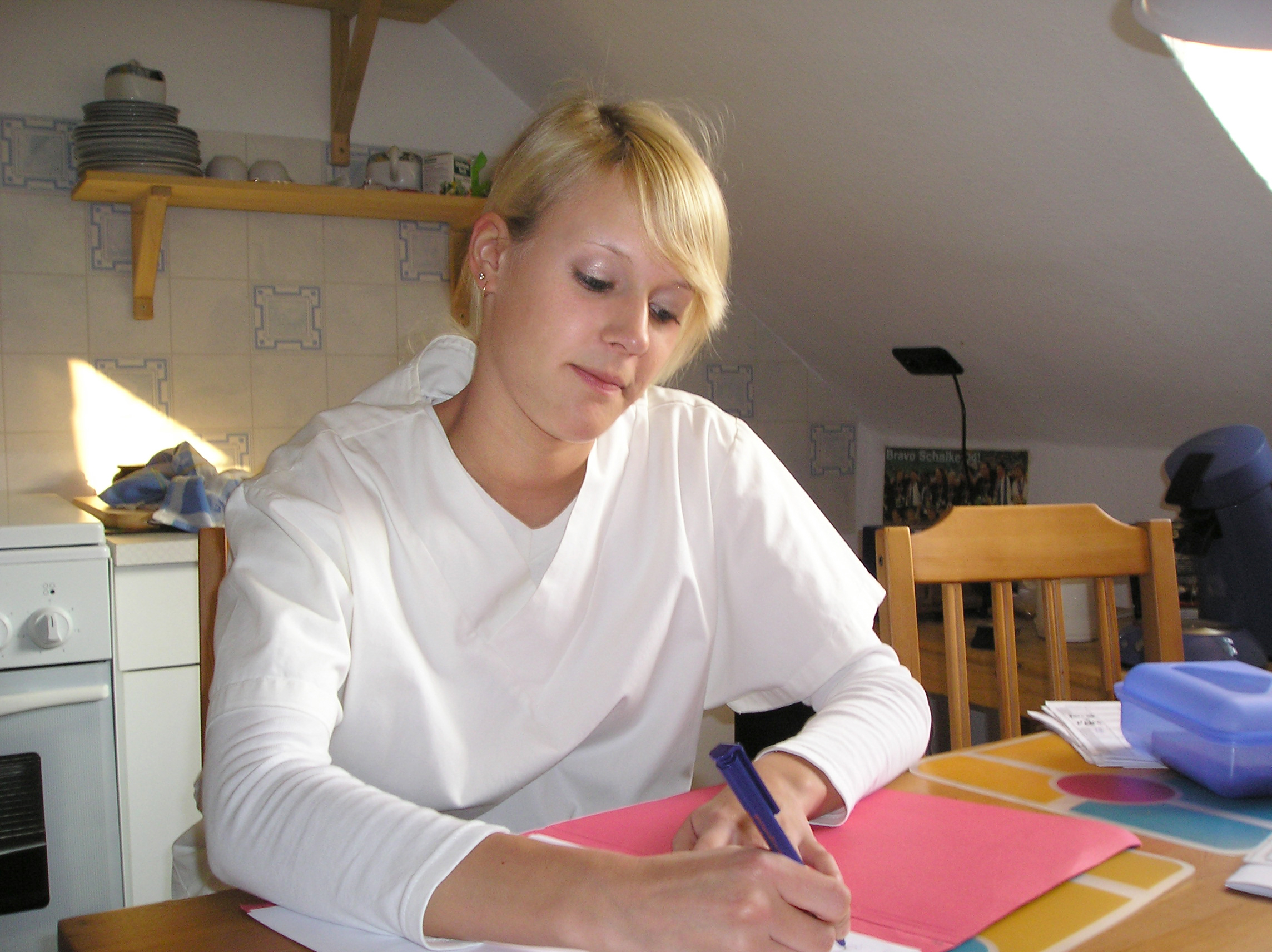
Gesundheits- und Krankenpflegerin bei der Schreibtischarbeit

Die Gesundheits- und Krankenpflegerin bzw. der Gesundheits- und Krankenpfleger (GuKP) ist ein reglementierter Heilberuf im deutschen Gesundheitswesen. Die Berufsbezeichnungen lösten 2004 die vorherigen, weiterhin geschützten Berufsbezeichnungen Krankenschwester und Krankenpfleger ab.
Das Berufsbild umfasst die professionelle eigenständige Pflege, Beobachtung, Betreuung und Beratung von Patienten und Pflegebedürftigen in einem stationären oder ambulanten Umfeld sowie die Dokumentation und Evaluation der pflegerischen Maßnahmen. Zu den Aufgaben gehört auch die Durchführung ärztlicher Anordnungen und Assistenz bei ärztlichen Maßnahmen.
Die Erlaubnis zum Führen der gesetzlich geschützten Berufsbezeichnungen Gesundheits- und Krankenpflegerin, Gesundheits- und Krankenpfleger, Gesundheits- und Kinderkrankenpflegerin oder Gesundheits- und Kinderkrankenpfleger wurde seit 2004 nach einer dreijährigen Ausbildung an einer staatlich anerkannten Krankenpflegeschule und erfolgreichem Ablegen einer staatlichen Prüfung auf Antrag erteilt.
Ab dem 1. Januar 2020 schließt die laut §§ 1 und 6 des Pflegeberufegesetzes (PflBG) mindestens dreijährige generalistische Berufsausbildung mit der neuen Berufsbezeichnung Pflegefachfrau bzw. Pflegefachmann ab. Gesundheits- und Krankenpfleger bzw. -pflegerin bleiben weiterhin gesetzlich geschützte Berufsbezeichnungen. Nach den Übergangsregelungen des Pflegeberufegesetz konnten vor dem 31. Dezember 2019 begonnene Ausbildungen bis zum 31. Dezember 2024 nach den vorherigen gesetzlichen Vorgaben beendet werden.
Im Anschluss an die pflegerische Grundausbildung gibt es für nahezu alle spezialisierten Bereiche der Pflege weiterführende Ausbildungsmöglichkeiten, die im Rahmen von schulischen Fachweiterbildungen zu einer erweiterten Berufsbezeichnung führen (Fachgesundheits- und Krankenpfleger). Weitere Qualifikationsmöglichkeiten bieten pflegewissenschaftliche, -pädagogische und -wirtschaftliche Studiengänge, für die in der Regel die abgeschlossene dreijährige Ausbildung in der Gesundheits- und Krankenpflege vorausgesetzt wird.

## Berufsbezeichnung
Mit der Novellierung des Gesetzes über die Berufe in der Krankenpflege (Krankenpflegegesetz – KrPflG) aus dem Jahre 1985 durch Beschluss des Bundestages im Juli 2003 trat am 1. Januar 2004 das vierte Krankenpflegegesetz der Bundesrepublik Deutschland in Kraft. Dabei wurde für die nach dem 1. Januar 2004 ausgebildeten Pflegefachkräfte eine neue staatlich geschützte Berufsbezeichnung Gesundheits- und Krankenpfleger eingeführt, die die bisherigen Bezeichnungen Krankenschwester (welche aus dem christlichen Ordensschwesternwesen stammt) beziehungsweise Krankenpfleger ablöste. Der gesetzliche Schutz der ehemaligen Berufsbezeichnungen wurde dabei nicht aufgehoben, die nach dem dritten KrpflG ausgebildeten Krankenschwestern, Krankenpfleger, Kinderkrankenschwestern und Kinderkrankenpfleger dürfen wahlweise die bisherige Berufsbezeichnung weiterführen oder die neue Bezeichnung verwenden.
Mit der Bezeichnung Gesundheits- und Krankenpfleger sollte dem veränderten beruflichen Selbstverständnis der Pflege Rechnung getragen, die zunehmende Eigenständigkeit und Professionalisierung der Pflege betont und ein erweitertes Aufgabenspektrum der beruflichen Pflege in Richtung Gesundheitsvorsorge und Beratung zum Ausdruck gebracht werden. Gleichzeitig sollte damit die „ideologisch geprägte“ Berufsbezeichnung der Krankenschwester abgelöst werden. Mit der schrittweisen Zusammenführung der Krankenpflegeausbildung mit der in der Kinderkrankenpflege und in der Altenpflege zu einem generalistischen Pflegeberuf durch das Pflegeberufegesetz wurde ab 2020 die Berufsbezeichnung zum Teil in Pflegefachfrau bzw. Pflegefachmann geändert. Primärqualifizierte Hochschulabsolventen verwenden die neue Berufsbezeichnung in Verbindung mit dem akademischen Grad (§§ 37 bis 39 PflBG). Eine vorgesehene Evaluation der künftigen Berufswahl soll über die zunächst bestehende Weiterführung der Berufsabschlüsse Gesundheits- und Kinderkrankenpfleger und Altenpfleger entscheiden.
Berufsbezeichnungen für Pflegepersonen in anderen Ländern wie der Schweiz (Diplomierter Pflegefachmann), Frankreich (Infirmier), Schweden (Sjuksköterska) oder dem angloamerikanischen Raum (Nurse) beruhen in der Regel auf akademischen Ausbildungen und lassen sich mit der dualen Ausbildung zum Gesundheits- und Krankenpfleger in Deutschland nicht vollständig gleichstellen. Die Abschlüsse sind jedoch meist gegenseitig anerkannt. Im Rahmen der EU-Richtlinie zur gegenseitigen Anerkennung beruflicher Qualifikationen ist es deutschen Pflegekräften möglich, innerhalb der EU und der Schweiz berufstätig zu werden.
Die Bezeichnung Gesundheits- und Krankenpfleger hat sich jedoch im allgemeinen Sprachgebrauch nicht durchgesetzt; traditionell werden die Berufsbezeichnungen Krankenschwester bzw. Krankenpfleger weiterhin neben den neuen, geschützten und den mehrdeutigen, ungeschützten Bezeichnungen wie Pfleger und Krankenpflegerin verwendet.

## Berufliche Tätigkeit und Arbeitsfelder
Neben Feuerwehrleuten und Ärzten gehören die Gesundheits- und Krankenpfleger bzw. Krankenschwestern konstant zu den drei vertrauenswürdigsten Berufen Deutschlands. 87 % der Bevölkerung spricht ihnen ein „sehr hohes“ bzw. „ziemlich hohes“ Vertrauen aus.

### Aufgabenbereiche und Tätigkeiten
Gesundheits- und Krankenpfleger betreuen und versorgen eigenverantwortlich Patienten oder Pflegebedürftige aller Altersgruppen in stationären Einrichtungen oder im Rahmen ambulanter Versorgung. Diese Aufgaben im Bereich der Grundpflege umfassen die Unterstützung des Patienten in allen alltäglichen Lebensbereichen, beispielsweise bei der Nahrungsaufnahme im Rahmen der Krankenhausverpflegung, der Positionsunterstützung oder der Körperpflege. Sie begleiten Schwerstkranke und Sterbende, versorgen Verstorbene und dienen als Ansprechpartner für Angehörige oder anderen betroffenen Personen. Pflegefachkräfte planen die Pflege im Rahmen des Pflegeprozesses, dokumentieren die Durchführung und beurteilen den Erfolg der angewandten pflegefachlichen Maßnahmen. Die anfallenden pflegedienstbezogenen Abrechnungs-, Organisations- und Verwaltungsarbeiten werden mit Hilfe von Pflegeassistenzprogrammen erledigt, Material und Medikamentenvorräte überwacht und bestellt. Sie geben Auszubildenden, Pflegehelfern, Praktikanten und hauswirtschaftlichen Kräften Hilfestellungen und Anleitung.
Pflegefachkräfte sind Bindeglieder zwischen Ärzten, Therapeuten, Angehörigen und Patienten, führen im Rahmen der Behandlungspflege ärztliche Anordnungen eigenständig aus, bereiten die Patienten auf therapeutische und diagnostische Maßnahmen vor oder führen angeordnete erforderliche medizinische Behandlungen durch. Sie assistieren Ärzten bei der Durchführung therapeutischer Maßnahmen und übernehmen die psychische Betreuung des Patienten. Sie erfüllen Verwaltungs- und Organisationsaufgaben, koordinieren Termine mit anderen Fachabteilungen und den Mitgliedern des therapeutischen Teams, nehmen an Visiten und Besprechungen teil. Im Rahmen der Patientenbeobachtung ermitteln und dokumentieren sie die für die Therapie erforderlichen Daten wie Blutdruck, Puls und Temperatur und beurteilen Schlafverhalten, Atmung und Verhalten des Patienten.
Gesundheits- und Krankenpfleger beraten Pflegebedürftige und deren Angehörige über Pflegemaßnahmen, Gesundheitsförderung und leiten sie zur Selbsthilfe an. Sie helfen bei der Beschaffung benötigter Hilfsmittel, wirken bei der Kommunikation mit Krankenkassen und der Feststellung von Pflegebedürftigkeit durch den Medizinischen Dienst der Krankenversicherung (MDK) mit.
Dies umfasst insbesondere:

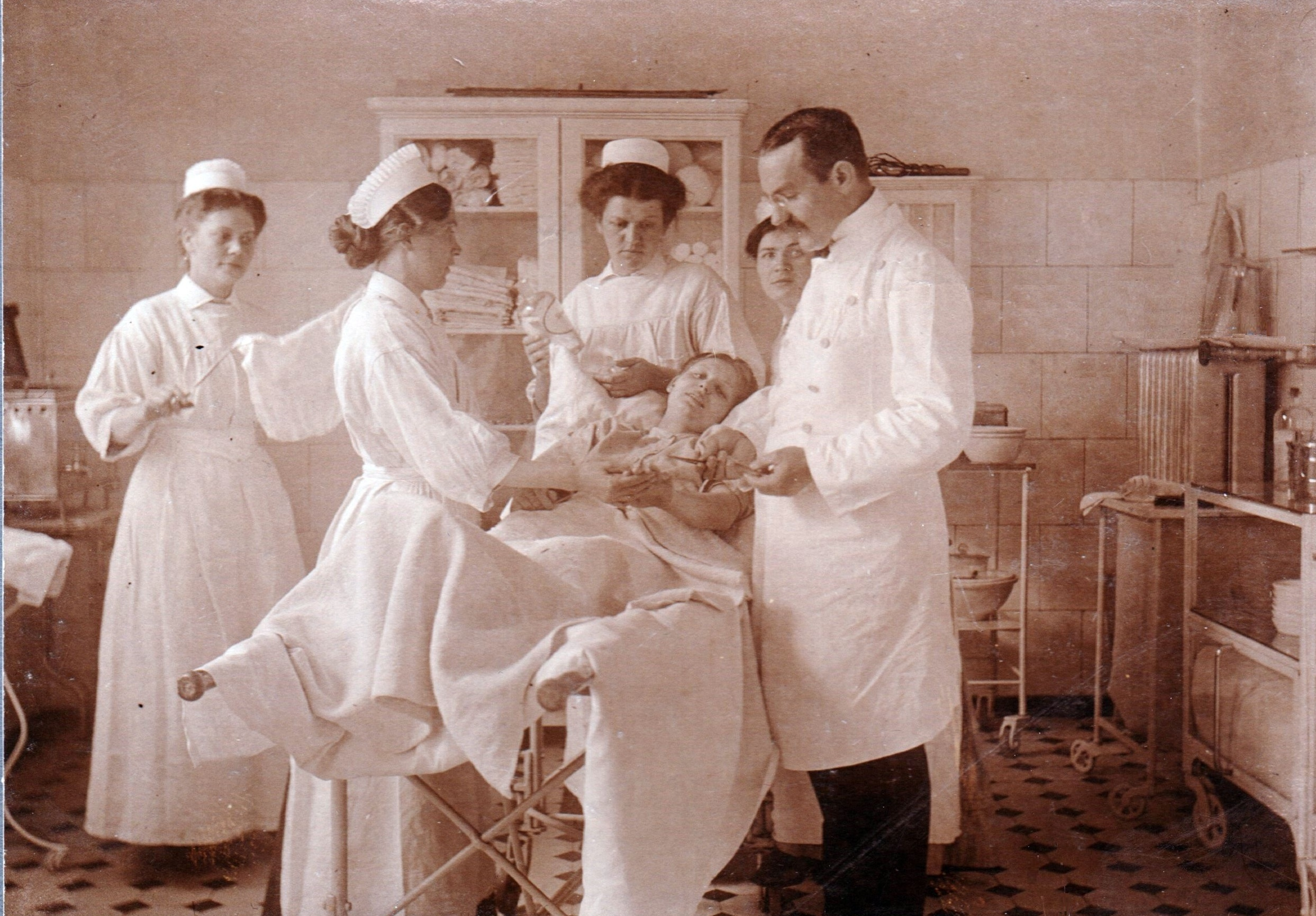
Krankenschwestern im OP-Saal (1910)

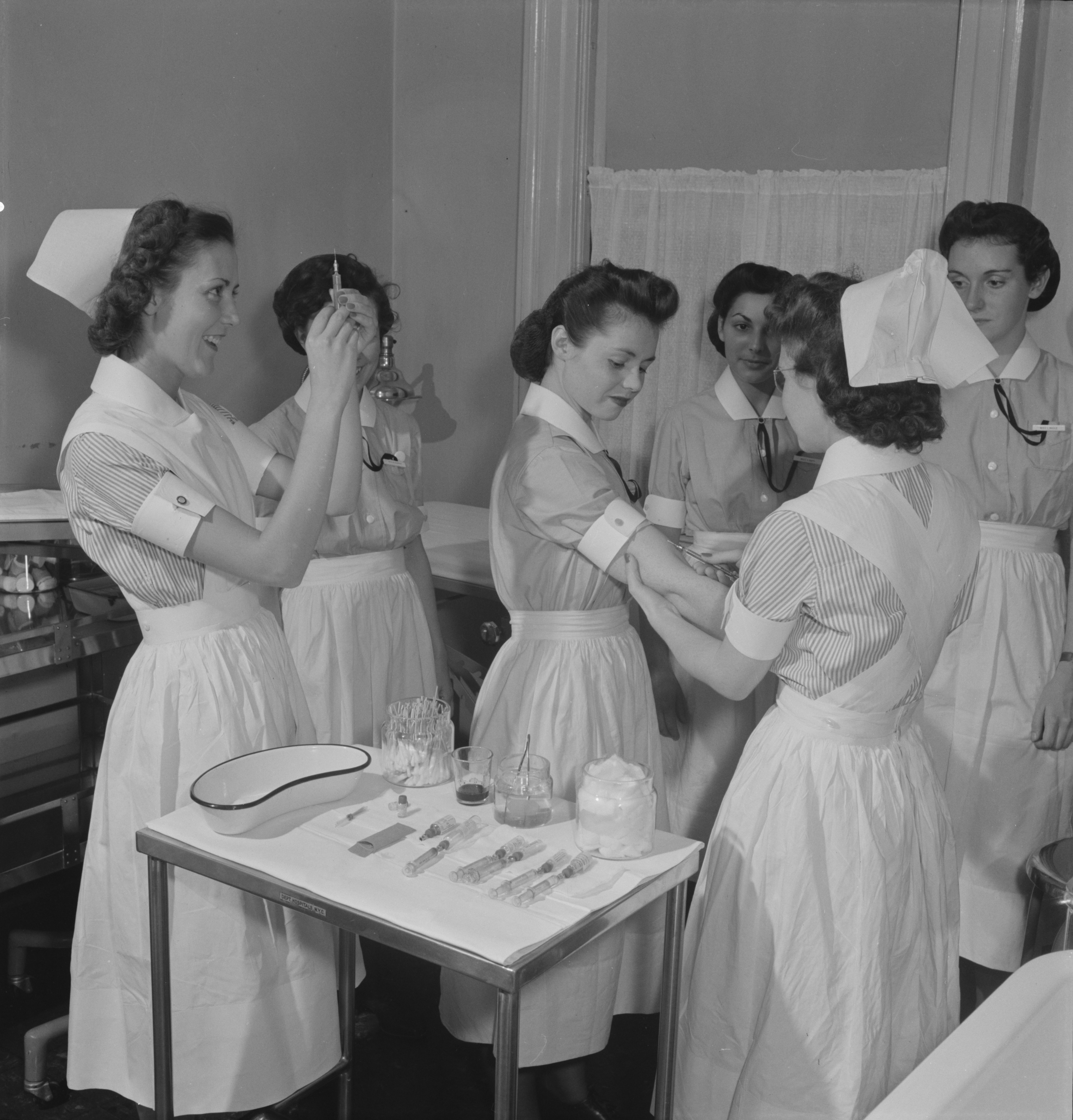
Krankenpflegeausbildung in den USA (1942)

1. Eigenverantwortliche Tätigkeitsbereiche
  - Pflegeanamnese
  - Pflegediagnose
  - Pflegeplanung
  - Pflegeintervention
  - Pflegeevaluation
  - Information über gesundheitsfördernde Maßnahmen
  - Psychosoziale Betreuung
  - Dokumentation
  - Organisation der Pflege
  - Anleitung und Überwachung von Schülern und Hilfspersonal
  - Mitwirkung an der Pflegeforschung
2. Mitverantwortliche Tätigkeitsbereiche
  - Durchführung diagnostischer und therapeutischer Maßnahmen nach ärztlicher Anordnung
  - Verabreichung von Arzneimitteln
  - Vorbereitung von Injektionen
  - Verabreichung von subkutanen und intramuskulären Injektionen
  - Vorbereitung und Anschluss von Infusionen
  - Blutentnahme aus der Vene und Kapillaren
  - Setzen von transurethralen Blasenkathetern
  - Durchführung von Darmeinläufen
  - Legen von Magensonden
3. Interdisziplinärere Tätigkeitsbereiche
  - Mitwirkung bei Maßnahmen zur Verhütung von Krankheiten und Unfällen
  - Vorbereitung von Patienten und pflegebedürftiger Menschen auf die Entlassung
  - Gesundheitsberatung
  - Beratung während und nach einer physischen Erkrankung

### Eignung
Berufstätige in der direkten pflegerischen Versorgung sollten den damit einhergehenden Anforderungen gesundheitlich gewachsen sein; sowohl physisch als auch psychisch. So sollten z. B. keine Allergien auf bestimmte Substanzen oder Materialien vorliegen, mit denen Pflegende regelmäßig in Kontakt kommen, wie beispielsweise Reinigungs- und Desinfektionsmittel. Durch Schichtarbeit mit Früh-, Spät-, Nacht- und Wochenenddiensten können zusätzliche körperliche Belastungen entstehen. Ausbildungsbetriebe verlangen in der Regel ein ärztliches Gesundheitszeugnis. Die Arbeit mit kranken und sterbenden Menschen ist psychisch belastend.
Manche Krankenpflegeschulen verlangen zusätzlich ein Führungszeugnis.

### Arbeitsorte
Typische Arbeitsorte sind die Fachabteilungen in Allgemeinkrankenhäusern, Fachkrankenhäusern (beispielsweise für Psychiatrie), Sanatorien und Rehabilitationseinrichtungen, sowie in Dialysezentren, Pflegeheimen, Altenheimen und Hospizen und bei allgemeinen oder spezialisierten ambulanten Pflegediensten. Manche Gesundheits- und Krankenpfleger arbeiten auf selbstständiger Basis als Pflegeberater oder sind beim MDK, in Beratungsstellen, Gesundheitsämtern, Pflegestützpunkten und bei Kranken- oder Pflegekassen in beratenden oder gutachtenden Funktionen tätig. Im Case Management erstellen sie Hilfepläne und verknüpfen in der Übergangspflege ärztliche Betreuung, pflegerische Versorgung, soziale Unterstützung und die hauswirtschaftliche Hilfe. Einige Pflegefachkräfte sind als Unteroffizier im Sanitätsdienst der Bundeswehr tätig, arbeiten in der Schifffahrt als Schiffspfleger oder als verbeamtete Gesundheits- und Krankenpfleger in Vollzugskrankenhäusern und Krankenstationen in Justizvollzugsanstalten.

## Ausbildung

### Ausbildungsvoraussetzungen
Voraussetzung für eine Ausbildung zum Gesundheits- und Krankenpfleger war mindestens ein Schulabschluss mit Mittlerer Reife oder ein Hauptschulabschluss in Verbindung mit einer mindestens zweijährigen, erfolgreich beendeten Berufsausbildung bzw. einer Ausbildung als Krankenpflegehelfer oder einer mindestens einjährigen landesrechtlich geregelten Ausbildung als Kranken- oder Altenpflegehelfer. Außerdem musste die gesundheitliche Eignung nachgewiesen werden. Ein Mindestalter für den Ausbildungsbeginn war rechtlich nicht vorgeschrieben. Unter 16-Jährige wurden jedoch oft im Bewerbungsverfahren zurückgestellt.

### Ausbildungsdauer und Inhalte
Die Ausbildungsdauer und deren Inhalte wurden durch das KrPflG und die Ausbildungs- und Prüfungsverordnung für die Berufe in der Krankenpflege (KrPflAPrV) bundesweit festgeschrieben. Die Ausbildung dauert drei Jahre und schließt mit einer staatlichen Prüfung ab. Sie gliedert sich in 2100 Theoriestunden in der die theoretischen Grundlagen für die Gesundheits- und Krankenpflege oder Gesundheits- und Kinderkrankenpflege vermittelt werden und 2500 Praxisstunden. Teil der Ausbildung ist eine 1200 Stunden umfassende Differenzierungsphase in der theoretischen und praktischen Ausbildung, die sich auf die für die Gesundheits- und Krankenpflege oder Gesundheits- und Kinderkrankenpflege zu vermittelnden Kompetenzen erstreckt. Dadurch soll eine gemeinsame theoretische und praktische Ausbildung in der Gesundheits- und Krankenpflege und der Gesundheits- und Kinderkrankenpflege in den ersten beiden Jahren ermöglicht werden. Das dritte Jahr gilt dabei als Differenzierungszeitraum, in dem die Auszubildenden die jeweils spezifische theoretische und praktische Ausbildung erhalten. Diese besondere Aufteilung zwischen den ersten beiden und dem dritten Jahr wurde mit der Novellierung der gesetzlichen Rahmenbestimmungen 2004 als Teil erster Reformen eingeführt.
In Anlage 1 zu § 1 Abs. 1 KrPflAPrV werden zwölf Themenbereiche definiert, in denen den Schülern entsprechende Ausbildungsinhalte theoretisch und praktisch zu vermitteln sind:
1. Pflegesituationen bei Menschen aller Altersgruppen erkennen, erfassen und bewerten
2. Pflegemaßnahmen auswählen, durchführen und auswerten
3. Unterstützung, Beratung und Anleitung in gesundheits- und pflegerelevanten Fragen fachkundig gewährleisten
4. bei der Entwicklung und Umsetzung von Rehabilitationskonzepten mitwirken und diese in das Pflegehandeln integrieren
5. Pflegehandeln personenbezogen ausrichten
6. Pflegehandeln an pflegewissenschaftlichen Erkenntnissen ausrichten
7. Pflegehandeln an Qualitätskriterien, rechtlichen Rahmenbestimmungen sowie wirtschaftlichen und ökologischen Prinzipien ausrichten
8. bei der medizinischen Diagnostik und Therapie mitwirken
9. Lebenserhaltende Sofortmaßnahmen bis zum Eintreffen der Ärztin oder des Arztes einleiten
10. Berufliches Selbstverständnis entwickeln und lernen, berufliche Anforderungen zu erfüllen
11. auf die Entwicklung des Pflegeberufs im gesellschaftlichen Kontext Einfluss nehmen
12. in Gruppen und Teams zusammenarbeiten[13]

#### Theoretische Ausbildung
Die theoretische Ausbildung wird an staatlich anerkannten Pflegeschulen von Pflegepädagogen und Dozenten aus anderen Bereichen durchgeführt und umfasst folgende Wissensgrundlagen:
- Kenntnisse in der Gesundheits- und Krankenpflege sowie der Pflege- und Gesundheitswissenschaften (950 Stunden)
- pflegerelevante Kenntnisse der Naturwissenschaften und Medizin (500 Stunden),
- pflegerelevante Kenntnisse der Geistes- und Sozialwissenschaften (300 Stunden),
- pflegerelevante Kenntnisse aus Recht, Politik und Wirtschaft (150 Stunden)

und zusätzlich 200 von der jeweiligen Schule frei verteilbare Stunden.
Der Unterricht beschränkt sich dabei nicht nur auf reine Wissensvermittlung, sondern beinhaltet Demonstrationen und Einübungen zahlreicher Handlungsabläufe aus der praktischen Pflege (Grund- und Behandlungspflege): Körperpflege des Patienten, Verbände anlegen, Prophylaxe und Pflege von Druckgeschwüren, allgemeine Wundversorgung, Medikamente fachgerecht verabreichen und Essen anreichen sind nur einige Beispiele.

#### Praktische Ausbildung
Die praktische Ausbildung gliedert sich nach Anlage 1 zu § 1 Abs. 1 B KrPflAPrV in einen allgemeinen Bereich und einen Differenzierungsbereich. Im allgemeinen Bereich sollen die Gesundheits- und Krankenpflege von Menschen aller Altersgruppen in der stationären Versorgung in den Fachgebieten Chirurgie, Orthopädie, Innere Medizin, Geriatrie, Gynäkologie, Neurologie, Pädiatrie, Psychiatrie, und der Entbindungs- und Neugeborenenpflege und die ambulanten Versorgung in präventiven, kurativen, rehabilitativen und palliativen Gebieten vermittelt werden. Im Differenzierungsbereich sollen entsprechende Kenntnisse innerhalb der Gesundheits- und Krankenpflege oder der Gesundheits- und Kinderkrankenpflege vermittelt werden, die in entsprechenden spezifischen stationären Einrichtungen, beispielsweise in Chirurgie, Psychiatrie oder Pädiatrie und Kinderchirurgie während des dritten Ausbildungsjahres stattfinden.

### Prüfung
Die Ausbildung endet mit einer staatlichen Prüfung, die jeweils aus vier schriftlichen Aufsichtsarbeiten, einer mündlichen sowie einer praktischen Prüfung besteht. Sollte eine dieser Prüfungen nicht erfolgreich (bis Note 4,0) abgeschlossen werden, so hat man die Möglichkeit, diese einmal zu wiederholen. Nach erfolgreichem Abschluss erlangt man die Erlaubnis zur Führung der geschützten Berufsbezeichnung „Gesundheits- und Krankenpfleger“. In der Umgangssprache, beispielsweise in Stellenangeboten, wird häufig der Zusatz „examiniert“ verwendet oder die staatliche Prüfung als „Examen“ bezeichnet. Dies ist überflüssig, da die bestandene Prüfung Voraussetzung ist, die geschützte Berufsbezeichnung zu verwenden.

### Reformen und Entwicklungen
Erste Regelungen zur Krankenpflegeausbildung in der Bundesrepublik gab es 1957. Bis dahin hatte die Krankenpflegeausbildung an Krankenpflegeschulen anderthalb Jahre gedauert. Die jetzt dreijährige Ausbildung gliederte sich in einen zweijährigen Lehrgang an einer Krankenpflegeschule, der 400 Stunden theoretischen und im Übrigen praktischen Unterricht umfasste, und einer sich anschließenden einjährigen praktischen Tätigkeit. Eine Änderung des Krankenpflegegesetz der BRD trat 1965 in Kraft. Der Lehrgang an der Krankenpflegeschule wurde auf drei Jahre verlängert, das praktische Jahr entfiel. Der Theorieanteil der Ausbildung betrug nun 1200 Stunden. Die nächste Änderung erfolgte am 4. Juni 1985. Die Anzahl der Unterrichtsstunden für den theoretischen und praktischen Unterricht wurden auf 1600 erhöht, für die praktische Ausbildung waren 3.000 Stunden vorgesehen.
Bereits seit geraumer Zeit gibt es verschiedene Überlegungen, die Ausbildung zu reformieren, z. B. die Pflegeausbildung von Krankenpflegeschulen, die sich zumeist an Krankenhäusern befinden, an Fachhochschulen oder an Berufsschulen zu verlagern. Jedoch hat sich bisher kein Vorschlag durchsetzen können. Mit der Novellierung des Krankenpflegegesetzes im Jahre 2004 hat es zwar eine kleine Reform gegeben, die die Ausbildung praxisorientierter gestalten soll, aber die Diskussion um eine tiefgreifendere Reform geht weiter.
Im März 2012 schlug eine Bund-Länder-Arbeitsgruppe Weiterentwicklung der Pflegeberufe Eckpunkte zur Vorbereitung des Entwurfs eines neuen Pflegeberufegesetzes vor. Danach soll die Altenpflegeausbildung, die Gesundheits- und Kranken- bzw. Kinderkrankenpflegeausbildung zu einer generalistisch ausgerichteten Pflegeausbildung zusammengeführt werden und daneben eine neue akademische Ausbildung eingeführt werden. Die Bundesregierung teilte im Dezember 2012 auf eine kleine Anfrage im Bundestag mit, dass sie an einen Gesetzesentwurf arbeite, in dem daran festgehalten werde, dass für den Zugang zu der Ausbildung ein mittlerer Bildungsabschluss (10 Schuljahre) ausreiche. Soweit es Bestrebungen seitens der EU gebe, als Zugangsvoraussetzung eine 12-jährige allgemeinbildende Schulbildung zu verlangen, wie dies bereits in 24 EU-Ländern der Fall ist, setze sich die Bundesregierung auf europäischer Ebene weiter dafür ein, dass es bei der bisherigen europäischen Regelung, die eine 10-jährige Schulbildung verlange, bleibe.
Im November 2015 konkretisierte das Bundesministerium für Gesundheit die Pläne in einer Pressemitteilung. Nach der Verabschiedung des Gesetzes im Juni 2017 sollen Elemente der generalistischen Ausbildung mit dem Ausbildungsjahr 2020 beginnen. Weitere Einzelheiten dieser Ausbildung sind in der Pflegeberufe-Ausbildungs- und -Prüfungsverordnung (PflAPrV) geregelt. Ebenso wird ein Pflegestudium ermöglicht, bei dem die staatliche Prüfung zur Erlangung der Berufszulassung Bestandteil der hochschulischen Prüfung ist (§§ 30 bis 41 PflAPrV).

## Weiterbildung und berufliche Alternativen

### Berufliche Anpassung
Umgangssprachlich werden in der Pflege Weiterbildungen, die der beruflichen Anpassung die ergänzende Bildungsmaßnahmen im beruflichen oder allgemeinbildenden Bereich darstellen, oft als Fortbildung bezeichnet. Sie sollen den Erhalt der Qualifikation durch Anpassung an berufliche Neuerungen sichern und können einen Zeitraum wenigen Stunden bis hin zu mehreren Tagen umfassen. Da sie teilweise auch im Interesse der Arbeitgeber liegen, werden sie zum Teil von diesen finanziert oder direkt am Arbeitsplatz angeboten, auch wenn sie grundsätzlich dem Eigeninteresse und der Verantwortung der Pflegefachkraft obliegen. Typische Qualifizierungslehrgänge aus dem Bereich der Anpassungsweiterbildung sind beispielsweise Bobath-Kurse, Kinästhetik, Praxisanleitung, Transkulturelle Pflege, IT-Kurse, Arbeitsorganisation, Hygiene, Kommunikation und Gesprächsführung, Palliative Pflege, Pflegeplanung und -dokumentation, Evaluation oder Validation.

### Berufliche Qualifikation
Die in der Pflege als Weiterbildungen oder Fachweiterbildungen bezeichneten Aufstiegsweiterbildungen haben das Ziel einer Zusatz-Qualifizierung, entweder um sich beruflich weiterzuentwickeln oder um aufzusteigen. Die Weiterbildung dauert in der Regel berufsbegleitend zwei Jahre und endet, im Gegensatz zu einer Anpassungsfortbildung, immer mit einer Prüfung und führt zu einer neuen Berufsbezeichnung beziehungsweise einer erweiterten Berufsbezeichnung. Diese Form der Weiterbildung setzt in der Regel die Durchführung an einer schulischen Einrichtung mit einer staatlichen Anerkennung voraus. In einigen Bundesländern gibt es gesetzliche Grundlagen für Weiterbildungen. Beispiele für Aufstiegsweiterbildungen sind Fachweiterbildung für Anästhesie und Intensivpflege, Gerontopsychiatrie, Häusliche Intensivpflege, Onkologische Pflege, Palliative-Care-Pflegefachkraft, Operationsdienst, Psychiatrie oder zur Hygienefachkraft, Fachkraft zur Leitung einer Funktionseinheit, als Qualitätsmanager im Gesundheitswesen, Auditor, Wundmanager, Fachwirt in der Alten- und Krankenpflege oder Fachwirt im Sozial- und Gesundheitswesen sowie für Notfallmedizin.

### Hochschulbildungsgänge
Liegt eine den Zulassungsvoraussetzungen entsprechende Fachhochschul- oder Hochschulreife vor, können Pflegefachkräfte auch eine akademische Aus- und Weiterbildung anstreben. An Universitäten und Fachhochschulen werden Studiengänge im Bereich der Pflegewissenschaft, des Pflegemanagements, der Pflegepädagogik, klinisch orientierte Studiengänge (z. B. Schwerpunkt Advanced Practice Nursing) und der Palliative Care, sowie Gesundheitsmanagement und betriebswirtschaftliche Studiengänge im Gesundheitswesen, Gesundheits- oder Medizininformatik angeboten. Die Studiengänge enden je nach Ausprägung mit dem akademischen Grad des Diplom-Pflegewirts, Bachelors oder Masters. An Universitäten und Fachhochschulen mit Promotionsrecht oder kooperativen Promotionsprogrammen, ist die Promotion im Bereich Pflegewissenschaft z. B. zum „Dr. rer. cur.“ (rerum curae) oder Dr. rer. med. (rerum medicarum) möglich.

### Berufliche Alternativen
Mit oder ohne Einarbeitungszeit und zusätzliche Qualifizierungsmaßnahmen können Gesundheits- und Krankenpfleger auch in anderen verwandten Berufsfeldern arbeiten, beispielsweise in der Altenpflege oder in der Gesundheits- und Kinderkrankenpflege.
Für Tätigkeiten als Stomatherapeut, Study Nurse, Medizinischer Fachangestellter, Medizinisch-technischer Assistent für Funktionsdiagnostik, Operationstechnischer Assistent, Diabetesberater, Gesundheitsberater, Sozialmedizinischer Assistent, Arbeitsmedizinischer Assistent (Werkspfleger), Telemedizinischer Assistent oder Medizinischer Dokumentar sind jeweils Qualifizierungsmaßnahmen erforderlich.
Der Wechsel in die berufliche Selbstständigkeit ist beispielsweise über eine Ausbildung zum Heilpraktiker oder durch die Gründung eines Pflegedienstes, einer freiberuflichen Praxis oder den Betrieb eines Pflegeheimes möglich.
Eine vorangegangene abgeschlossene Ausbildung in der GuKp oder einem anderen Gesundheitsfachberuf kann die Ausbildungszeit in einem weiteren Gesundheits(fach)beruf verkürzen. Erleichterte Ausbildungsvoraussetzungen ermöglichten zum Beispiel bis Ende 2014 die verkürzte Ausbildung zum Rettungsassistenten – welcher durch den Notfallsanitäter abgelöst wurde.

## Verdienst/Einkommen
In staatlichen und kommunalen Einrichtungen, wie zum Beispiel Landeskrankenhäusern, Universitätskliniken, Kreiskrankenhäusern, erfolgt die Bezahlung nach besonderen Teilen von Tarifvertrag für den öffentlichen Dienst bzw. Tarifvertrag für den öffentlichen Dienst der Länder:
- TVöD, Anlage E, Besonderer Teil Krankenhäuser
- TVöD, Anlage F, Besonderer Teil Pflege- und Betreuungseinrichtungen, Kr-Anwendungstabelle
- TV-L, Kr – Pflegepersonal im Öffentlichen Dienst der Länder

Die Eingruppierung von Gesundheits- und Krankenpflegern erfolgt mindestens in Entgeltgruppe 7a. Im Jahr 2013 lag das Grundgehalt damit bei mindestens 2160 Euro pro Monat. Bis 2022 stieg das Grundgehalt auf 2932 Euro pro Monat an. Das Grundgehalt wird durch teilweise abgabenfreie Zuschläge wie Ortszulage, Schichtzulage, Tarifzulage, Psychiatriezulage, Zuschläge für Feiertags-, Samstags- und Nachtarbeit ergänzt.
Kirchliche Arbeitgeber bezahlen meistens einen an TVöD/TVL angelehnten Tarif bspw. AVR-Caritas, AVR Diakonie. Im Jahr 2022 betrug das Grundgehalt der Diakonie 3257 Euro pro Monat.
Bei privaten Arbeitgebern wie Krankenhauskonzernen (z. B. Asklepios-, Helios- oder Sana-Kliniken) gibt es oft Haustarifverträge, die vom TVöD abweichen können. Oft sind hier auch leistungsabhängige Gehaltskomponenten üblich. Die meisten Krankenhäuser zahlen noch Beiträge für eine tariflich vereinbarte ergänzende Altersversorgung (Betriebsrente), z. B. in die Kirchliche Zusatzversorgungskasse, die Zusatzversorgungskassen (ZVK) oder der Versorgungsanstalt des Bundes und der Länder (VBL).
Für Pflegebetriebe, die überwiegend ambulante, teilstationäre oder stationäre Pflegeleistungen oder ambulante Krankenpflegeleistungen für Pflegebedürftige erbringen, ist der Mindestlohn durch Verordnung geregelt. Dieser steigt bis 1. Januar 2020 auf 11,35 Euro pro Stunde (im Osten auf 10,85 Euro pro Stunde).
Geschichte
Bis zum Jahr 1955 erhielten nach Tarifvertrag im Öffentlichen Dienst Krankenschwestern 5 % weniger Gehalt als Krankenpfleger. Begründet wurde das mit der körperlich schwereren Arbeit der Pfleger, die aber in der Praxis nicht erkennbar war. Den Vertrag hatte die Gewerkschaft ÖTV mit abgeschlossen. Trotzdem unterstützte der ÖTV-Bezirk Hamburg eine Reihe von Krankenschwestern, um auf gerichtlichem Wege diesen Unterschied aufzuheben. Die Stadt Hamburg zahlte nach dem positiven Gerichtsurteil an alle bei ihr beschäftigten Krankenschwestern den vollen Lohnausgleich rückwirkend für zwei Jahre. Im nächsten Tarifvertrag wurde der Unterschied aufgehoben.
In Österreich gilt der Beruf bei weiblichen Pflegekräften als Schwerarbeit im Sinne der Schwerarbeitsverordnung und der dazu ergangenen Berufsliste.

## Beschäftigungsstruktur
Im Jahr 2007 waren in Deutschland 638.787 Menschen als Gesundheits- und Krankenpfleger sozialversicherungspflichtig beschäftigt, die Frauenquote betrug 86,3 %. 3,5 % der Beschäftigten sind Ausländer. Während die Zahl der Beschäftigten unter 25 Jahren in den Jahren von 1999 bis 2007 von 8,0 % auf 6,0 % und die der zwischen 25- und 35-Jährigen im gleichen Zeitraum um 9 Prozentpunkte auf 23,4 % gesunken ist, ist inzwischen über die Hälfte der Gesundheits- und Krankenpfleger 35 bis 50 Jahre alt. Die Gruppe der über 50-Jährigen ist von 1999 bis 2007 von 12,2 % auf 20,6 % gestiegen.